# Duszek (rodzaj ssaków)
Duszek (Diclidurus) – rodzaj ssaków z podrodziny upiorów (Emballonurinae) w obrębie rodziny upiorowatych (Emballonuridae).

## Rozmieszczenie geograficzne
Rodzaj obejmuje gatunki występujące w Meksyku, Ameryce Centralnej i Ameryce Południowej.

## Morfologia
Długość ciała (bez ogona) 57–83 mm, długość ogona 17–24 mm, długość ucha 10–17 mm, długość tylnej stopy 7–14 mm, długość przedramienia 51–71,9 mm; masa ciała 13–26 g.

## Systematyka
Rodzaj zdefiniował w 1820 roku niemiecki przyrodnik Maximilian zu Wied-Neuwied w artykule zatytułowanym Diclidurus, klapogonowy. Nowy rodzaj nietoperzy z Brazylii, opublikowanym w czasopiśmie „Isis von Oken”. Gatunkiem typowym jest (oznaczenie monotypowe) duszek biały (D. albus).

### Etymologia
- Diclidurus: gr. δικλίς diklis ‘podwójnie złożony’; ουρα oura ‘ogon’[10].
- Depanycteris (Drepanycteris, Drepanycteris): gr. δεπας depas ‘kubek, kielich’[11]; νυκτερις nukteris, νυκτεριδος nukteridos ‘nietoperz’[12].

### Podział systematyczny
Do rodzaju należą następujące gatunki zgrupowane w dwóch podrodzajach:
| Grafika | Gatunek             | Autor i rok opisu       | Nazwa zwyczajowa | Podgatunki         | Rozmieszczenie geograficzne | Podstawowe wymiary                                           | Status IUCN |
| ------- | ------------------- | ----------------------- | ---------------- | ------------------ | --- | ------------------------------------------------------------ | ----------- |
|         | Diclidurus albus    | zu Wied-Neuwied, 1820   | duszek biały     | 2 podgatunki       | od południowo-zachodniego i południowego Meksyku na południe do Ekwadoru, wschodniego Peru, większości Brazylii oraz Trynidad i Tobago (Trynidad); zakres wysokości: 0–1700 m n.p.m.                                                            | DC: 6,8–8,2 cm DO: 1,8–2,2 cm DP: 6,6–6,9 cm MC: 17–24 g     | LC          |
|         | Diclidurus ingens   | Hernández-Camacho, 1955 | duszek duży      | gatunek monotypowy | rozproszony w Kolumbii (Chocó i Putumayo), Wenezueli, Gujanie oraz północnej i środkowej Brazylii (Pará i Mato Grosso); granice zasięgu nierozstrzygnięte; zakres wysokości: 0–200 m n.p.m.                                                     | DC: około 8,3 cm DO: około 2,2 cm DP: 6,8–7,2 cm MC: 20–26 g | DD          |
|         | Diclidurus scutatus | W.C.H. Peters, 1869     | duszek tarczowy  | gatunek monotypowy | północno-wschodni Ekwador (Orellana), północno-wschodnie Peru (region Loreto), wschodnia Kolumbia (Vaupés), południowa i wschodnia Wenezuela, region Gujana i północna Brazylia (1 zapis ze stanu São Paulo); zakres wysokości: 0–1000 m n.p.m. | DC: 5,7–6,8 cm DO: 1,7–1,9 cm DP: 5,1–5,9 cm MC: około 13 g  | LC          |
|         | Diclidurus isabella | (O. Thomas, 1920)       | duszek wilgotny  | gatunek monotypowy | od południowej Wenezueli (Amazonas) i Gujany do północno-zachodniej Brazylii (Amazonas); zakres wysokości: 0–200 m n.p.m. | DC: około 6,8 cm DO: 1,5–2,4 cm DP: około 5,4 cm MC: 13–15 g | LC          |

Kategorie IUCN:  LC  – gatunek najmniejszej troski,  DD  – gatunki o nieokreślonym stopniu zagrożenia.